# Potro de herrar

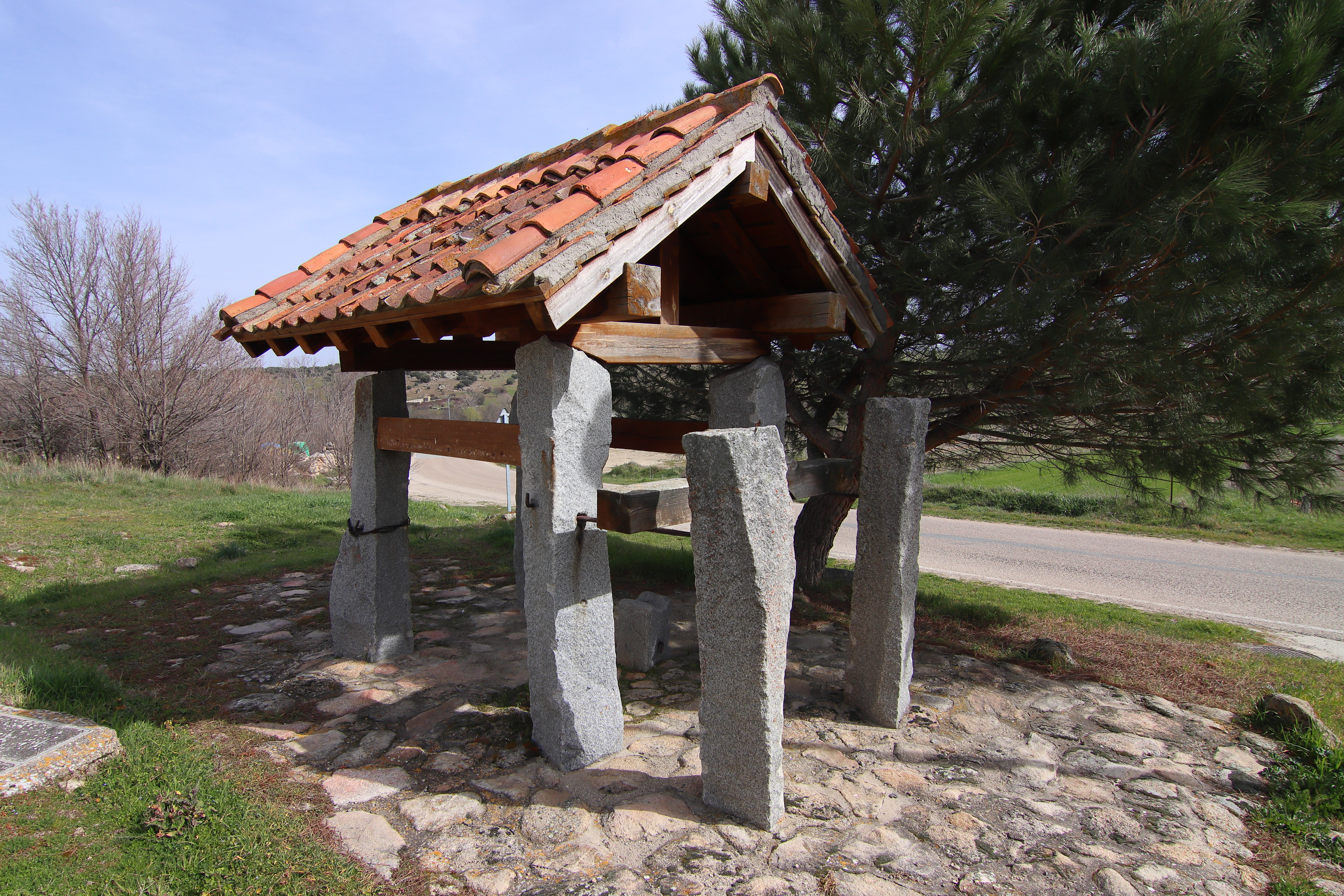
Potro de herrar con techo en Adrada de Pirón

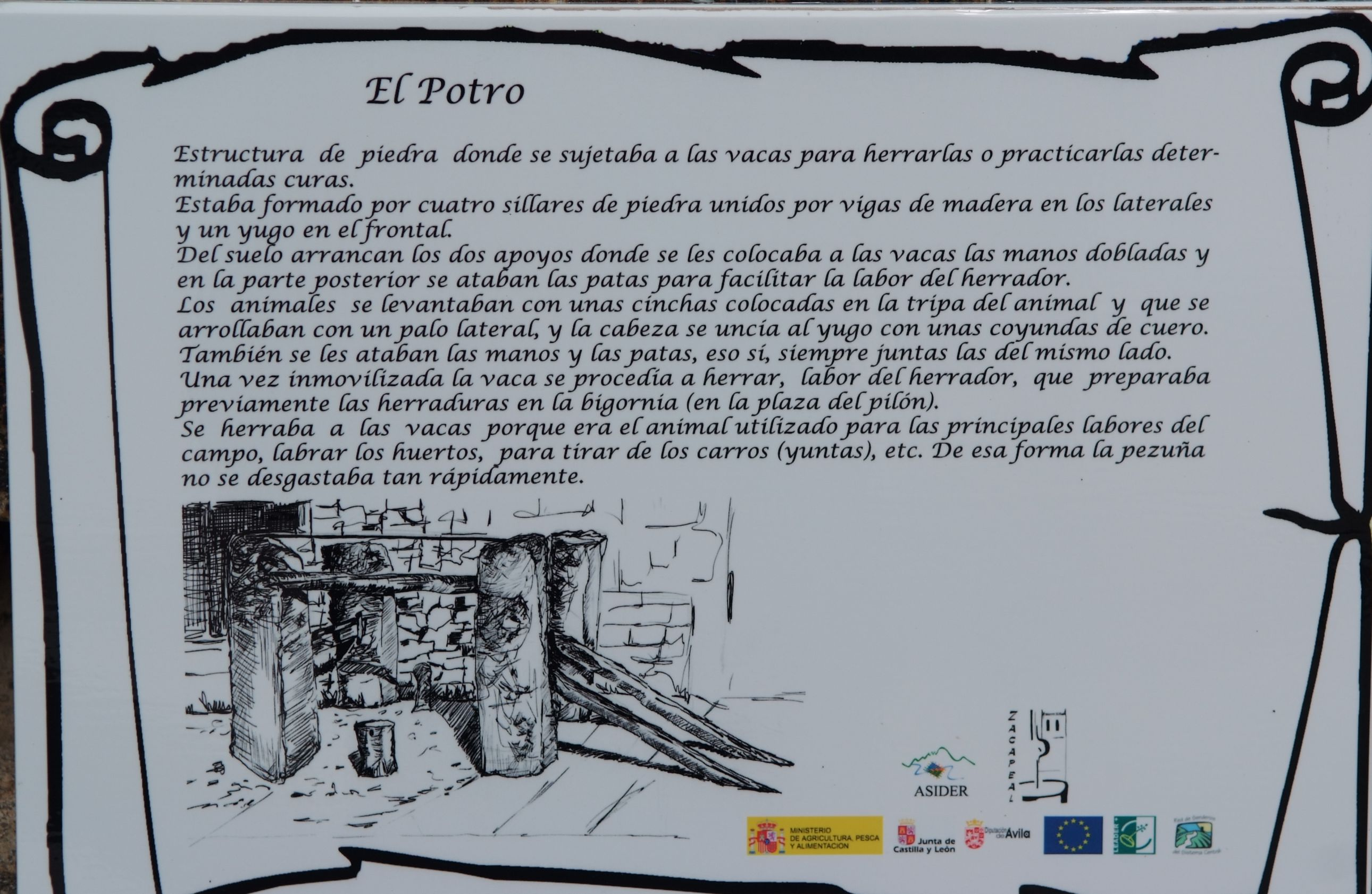
Descripción de potro de herrar sita en la plaza mayor de Navalperal de Tormes

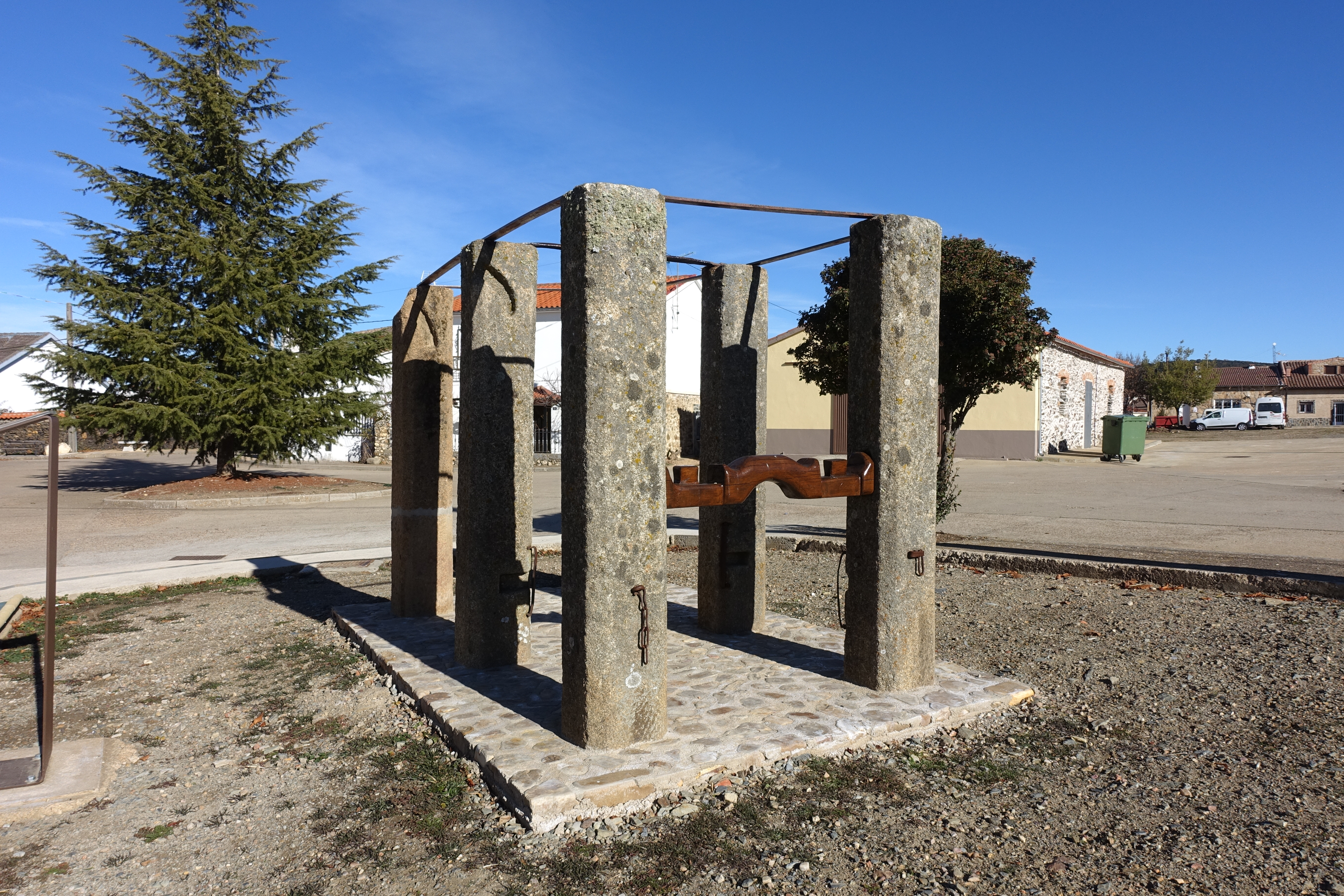
Potro de herrar en Aldeanueva de la Sierra

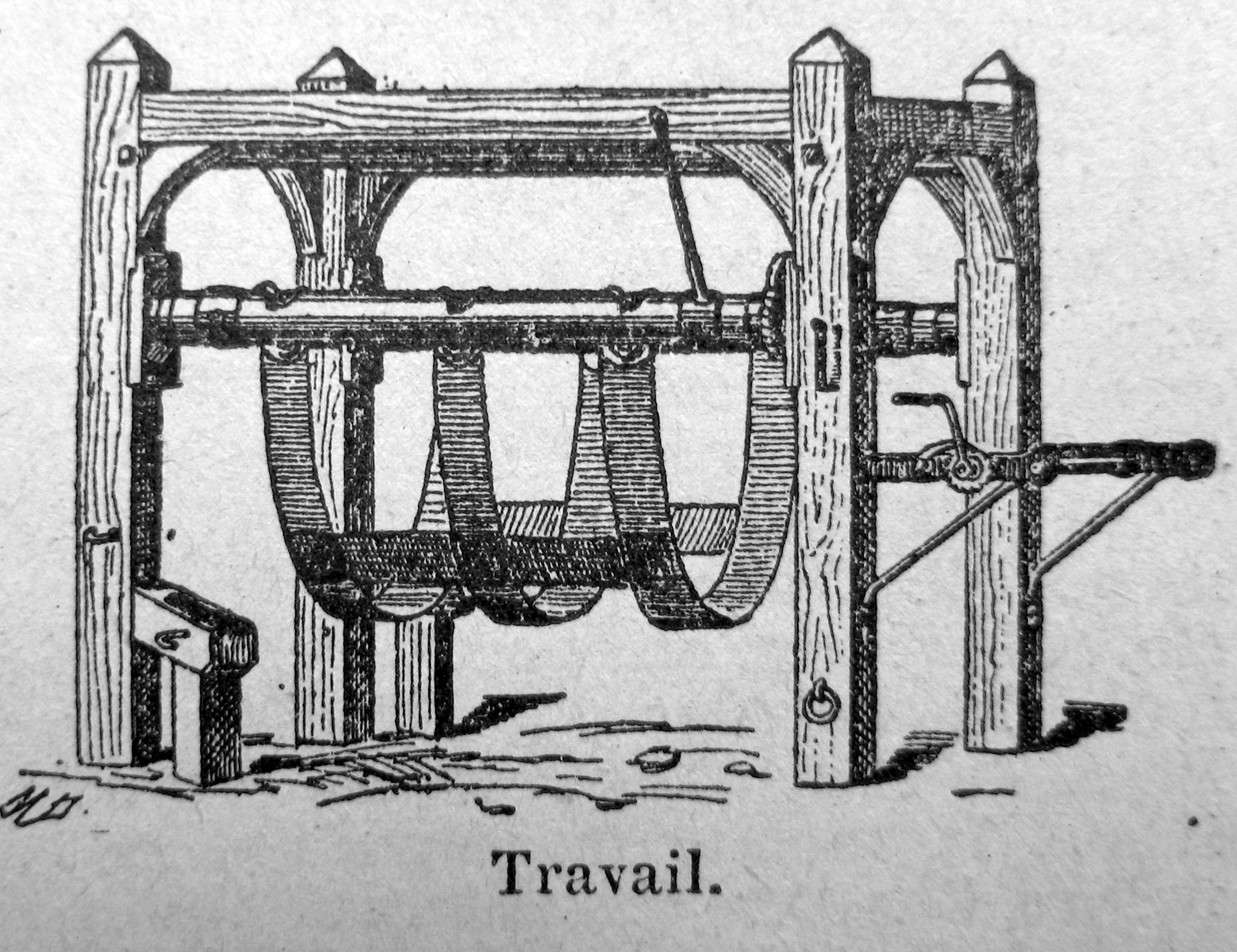
Esquema del potro de herrar aparecida en la edición de 1925 de la enciclopedia Larousse.

Un potro de herrar es una estructura que sirve para sujetar los caballos, burros o incluso vacas para facilitar que se les pueda herrar (poner herraduras) o curar.
Se pueden contemplar en muchas localidades rurales de la geografía española. En la provincia de Ávila, así como en el noroeste de la de Toledo y en el sureste de la de Salamanca quedan muchos potros en excelente estado de conservación, aunque en desuso.
Por lo general estaba compuesto por cuatro postes verticales de piedra, aunque también de madera, sobre los que se soportan vigas de madera que permiten amarrar de la forma adecuada a los animales. Las diversas partes del potro son: yugo con coyunda (yugo y correas para la cerviz del animal). Ganchos para las correas o cordeles (correa delantera y correa trasera), que pasan por debajo de la panza del animal; palos, puntales oblicuos apoyados en los postes traseros; palanca, una viga que se pasa delante de las patas traseras por debajo de la panza del animal y que se encaja por ambos lados en los postes traseros.
Las correas o cordeles se pasan por debajo del cuerpo del animal y se sujetan por medio de ganchos a las vigas longitudinales que se hallan a media altura. Una de estas vigas longitudinales gira en los postes. Haciendo girar pues esta viga con ayuda de un palo que se usa como palanca se acortan las riendas hasta que las patas del animal no se apoyan más en el suelo. Se impide el movimiento de retroceso clavando la palanca.
- Maroma, cincha, correa: las correas o cordeles con que se sujeta al animal.
- Colgar: levantar el animal.
- Rodillo: Viga longitudinal con movimiento de rotación.
- Colgadero: La viga correspondiente, pero fija.

La cerviz del animal se dobla con el yugo, una de las patas delanteras se ata firmemente en la viga longitudinal más baja, o sea el larguero y la correspondiente trasera en el palo, o sea uno de los postes oblicuos. Atado así, el animal ya no representa ningún peligro para el herrador. Si la vaca da, a pesar de todo, señales de inquietud, o bracea, las correas se ponen tirantes haciendo girar el rodillo.
- El casco, la pezuña: el casco del animal.
- Callo: La herradura, una plancha de hierro que tiene la forma del dedo de los fisípedos de modo que para cada pata se emplean dos.

La herradura se asegura a la pezuña por medio de cuatro clavos, que se clavan con un martillo, después de alisar la parte inferior de la pezuña por medio del pujavante. El cuchillo que sirve para recortar los restos de la capa córnea y los clavos: cuchilla. Los clavos están dentro de una especie de bolsa de paño rellena de sebo, semejante a una almohadilla de alfileres, para suavizarlos e impedir que se oxiden. A esta bolsa se le llama trapo lleno de sebo